# ГЕС Шварцах
ГЕС Шварцах — електростанція на річці Зальцах (притока Інну) в австрійській провінції Зальцбург. Найбільша станція у каскаді на Зальцах та єдина в його складі з потужністю більше від 50 МВт.
ГЕС Шварцах, спорудження якої почалось у 1954 році та завершилось введенням в експлуатацію у 1960-му, виконана за дериваційною схемою. Створений греблею ГЕС Wallnerau Salzach підпір використовується для постачання води у тунель довжиною 17 км. Останній тягнеться паралельно Зальцаху та завершується балансуючим резервуаром Brandstatt із об'ємом 1,8 млн м3, який дозволяє розширити діапазон режимів роботи ГЕС Шварцах. Від резервуару до машинного залу йде водовід довжиною 0,9 км. Описана схема дозволяє забезпечити середній напір на рівні 139 метрів. Відпрацьована вода повертається в Зальцах у водосховище ГЕС Wallnerau Underwater по підземному відвідному каналу довжиною 200 метрів.
Обидві названі вище гідроелектростанції, греблі яких перегороджують Зальцах, мають характерну для каскаду невелику потужність (13 МВт та 5 МВт відповідно). Тоді як потужність станції Шварцах сягає 120 МВт, що забезпечується роботою чотирьох однотипних турбін типу Френсіс, виготовлених компанією Voith. В сукупності це обладнання виробляє за рік біля 0,5 млрд кВт-год.
Видача електроенергії відбувається по ЛЕП, яка працює під напругою 110 кВ.